# Maurrin
Maurrin ist eine französische Gemeinde mit 457 Einwohnern (Stand 1. Januar 2022) im Département Landes in der Region Nouvelle-Aquitaine (vor 2016: Aquitanien). Die Gemeinde gehört zum Arrondissement Mont-de-Marsan und zum Kanton Adour Armagnac.
Die Einwohner werden Maurrinois und Maurrinoises genannt.

## Geographie
Maurrin liegt ca. 15 km südöstlich von Mont-de-Marsan in der historischen Provinz Gascogne.
Umgeben wird Maurrin von den Nachbargemeinden:
| Artassenx           | Pujo-le-Plan                                |           |
| Bascons             | Kompassrose, die auf Nachbargemeinden zeigt |           |
| Grenade-sur-l’Adour |                                             | Castandet |

Maurrin liegt im Einzugsgebiet des Flusses Adour.
Der Ruisseau de Courdaoute und der Ruisseau du Bos, hier auch Ruisseau des Longs genannt, sind Nebenflüsse des Adour und durchqueren das Gebiet der Gemeinde.

## Geschichte
In Maurrin gibt es keine Spuren der Mauren, allerdings gibt es ein Viertel namens „Tarricq“, das auf Arabisch „Eingangstor“ heißt. Der Sohn von Odo von Paris, dem König des Westfrankenreichs, soll im 9. Jahrhunderts bestimmte Aktivitäten in Maurrin durchgeführt haben, insbesondere zum Schutz vor den Normannen, die 850 Arjuzanx und 854 Aire-sur-l’Adour verwüsteten.

### Einwohnerentwicklung
Nach Beginn der Aufzeichnungen stieg die Einwohnerzahl bis zur Mitte des 19. Jahrhunderts auf einen Höchststand von rund 570. In der Folge sank die Größe der Gemeinde bei kurzen Erholungsphasen bis zu den 1940er Jahren auf rund 265 Einwohner, bevor eine robuste Wachstumsphase einsetzte, die in jüngster Zeit wieder stagniert.
| Jahr      | 1962 | 1968 | 1975 | 1982 | 1990 | 1999 | 2006 | 2010 | 2022 |
| --------- | ---- | ---- | ---- | ---- | ---- | ---- | ---- | ---- | ---- |
| Einwohner | 293  | 285  | 325  | 339  | 384  | 385  | 438  | 459  | 457  |

## Sehenswürdigkeiten

### PfarrkircheNotre-Dame-de-l’Assomption
Die Marias Aufnahme in den Himmel geweihte Kirche ist im 19. Jahrhundert errichtet worden. Im Jahre 2008 fand eine Restaurierung des Gebäudes statt, in deren Rahmen Dachdecker- und Klempnerarbeiten stattfanden sowie die Holzausstattung und die Bodenflächen erneuert wurden. Die Sakristei ist im Süden an das dreischiffige Langhaus angefügt. Die Apsis hat eine halbrunde Form. Das Gebäude ist mit rundbogenförmigen Fenstern ausgestattet. Der Glockenturm über der Vorhalle ist im Westen von Nebengebäuden flankiert. Er trägt einen Helm mit Fialen an den vier Ecken. In Höhe der Vorhalle sind große Rundbogenarkaden zu sehen, die Schallöffnungen des Glockenturms sind ebenfalls rundbogenförmig.

### Arena von Maurrin

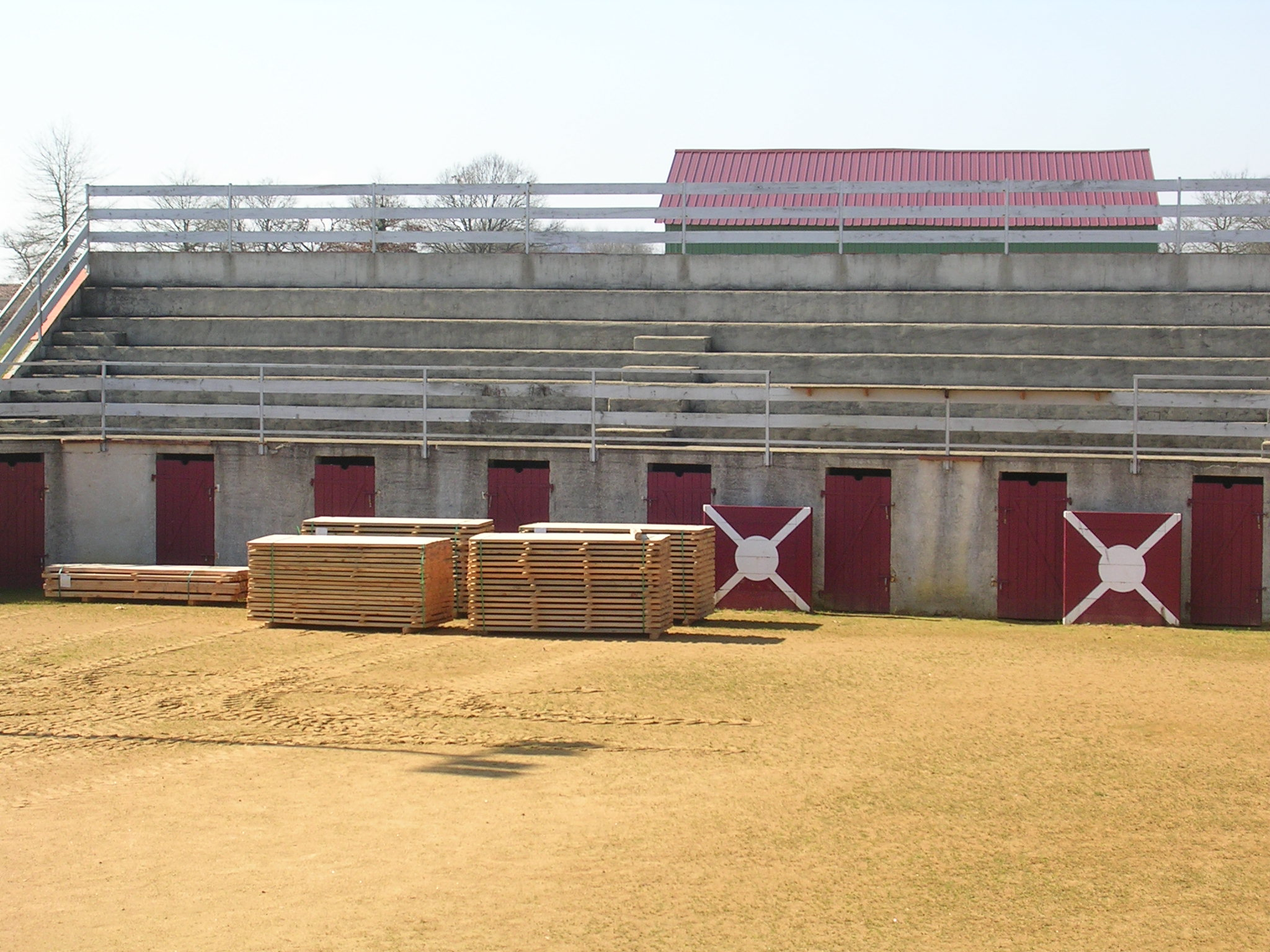
Arena von Maurrin

Sie wurde 1995 zur Austragung von Courses Landaises fertiggestellt. Diese sind traditionelle, unblutige Spiele mit wilden Stieren.

## Wirtschaft und Infrastruktur
Die Landwirtschaft ist der wichtigste Wirtschaftsfaktor der Gemeinde.

### Bildung
Die Gemeinde verfügt über eine öffentliche Vor- und Grundschule.

### Sport und Freizeit
Der See von Peyrot im gleichnamigen Viertel von Maurrin liegt inmitten eines 13 Hektar großen Waldes. Sein Fassungsvermögen von 800.000 mm3 sichert die Bewässerung der umliegenden landwirtschaftlichen Flächen. Er lädt zum Spazierengehen, Angeln und zur Beobachtung von vielfältigen Vogelarten, z. B. Stockenten, Kormorane und Sumpfvögel, ein. Außerdem ist das Windsurfen auf dem See erlaubt.

### Verkehr
Maurrin ist erreichbar über die Routes départementales 11, 30, 351 und 398.

## Persönlichkeiten
Ferdinand Brettes, geboren am 19. Dezember 1837 in Maurrin, gestorben am 24. Februar 1923 in Saint-Sever, war katholischer Priester in den Erzbistümern Bordeaux und Paris.